# Yaiza Martin Abello
Pour les articles homonymes, voir Martin.
Yaiza Martin Abello, née le 1er octobre 1986 à Saragosse, est une karatéka espagnole. Elle a remporté la médaille d'or du kata individuel féminin aux championnats d'Europe de karaté en 2009 à Zagreb, 2011 à Zurich, 2012 à Adeje et 2013 à Budapest. Elle a en outre remporté la médaille de bronze dans cette même catégorie aux championnats du monde de karaté en 2012 à Paris et 2014 à Brême.